# 박용익
박용익(朴容益, 일본식 이름: 美村文雄(베이무라 후미오), 1905년 1월 8일 ~ 1977년 5월 26일)은 일제강점기의 관료이며 제3,4대 국회의원을 지낸 대한민국의 정치인이다.
제1공화국 말기에 집권당인 자유당의 원내총무를 맡았다. 4·19 혁명 성공 후 3·15 부정선거에 관여한 혐의로 입건되었으며, 이 사건을 조사하던 중에 5·16 군사 정변이 일어나 혁명재판소가 구성되었다. 박용익은 혁명재판을 받고 거액의 불법 선거 자금을 조달한 혐의로 사형을 구형받았다.
민족문제연구소가 2008년 발표한 민족문제연구소의 친일인명사전 수록예정자 명단 관료 부문에 포함되었다.

## 약력
- 경성제일고등보통학교 졸업
- 경성제국대학 법문학부 졸업
- 경상북도 봉화군·예천군 군수
- 경상북도 상공국장
- 대한임업개발주식회사 사장
- 경상북도목재주식회사 사장
- 중앙산림조합연합회 이사
- 자유당 원내총무
- 국회 예산결산위원장

## 역대 선거 결과
|  | 62.06% |

|  | 0% |

|  | 19.27% |

## 참고자료
- 대한민국 헌정회 보관됨 2021-03-06 - 웨이백 머신
- 윤광원 (2006년 12월 26일). “3·15부정선거와 금융계의 수난 (하) - 선거자금 약속해야 대출, 20%선 상납”. 주간경기. 2008년 3월 18일에 확인함.[깨진 링크(과거 내용 찾기)]